# Пйоббіко
Пйоббіко (італ. Piobbico) — муніципалітет в Італії, у регіоні Марке, провінція Пезаро і Урбіно.
Пйоббіко розташоване на відстані близько 190 км на північ від Риму, 85 км на захід від Анкони, 50 км на південний захід від Пезаро, 18 км на південний захід від Урбіно.
Населення — 2070 осіб (2014).

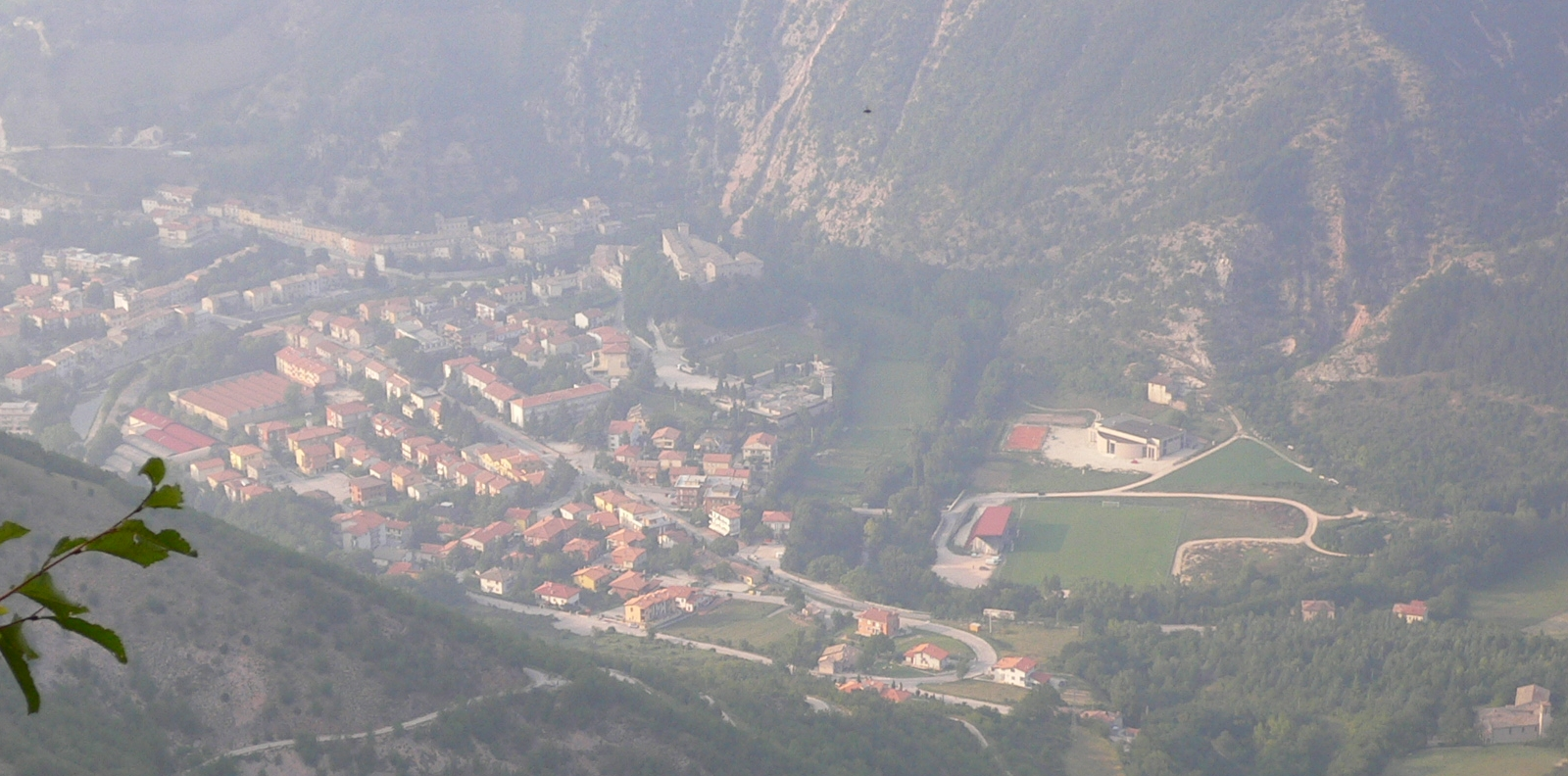

Щорічний фестиваль відбувається 26 грудня. Покровитель — Стефан (Santo Stefano).

## Демографія
Населення за роками:

Станом на 1 січня 2023 року в муніципалітеті офіційно проживав 141 іноземець з 27 країн, серед них 27 громадян країн Євросоюзу та 6 громадян України.

## Сусідні муніципалітети
- Апеккьо
- Кальї
- Урбанія
- Аккуаланья